# 泉南

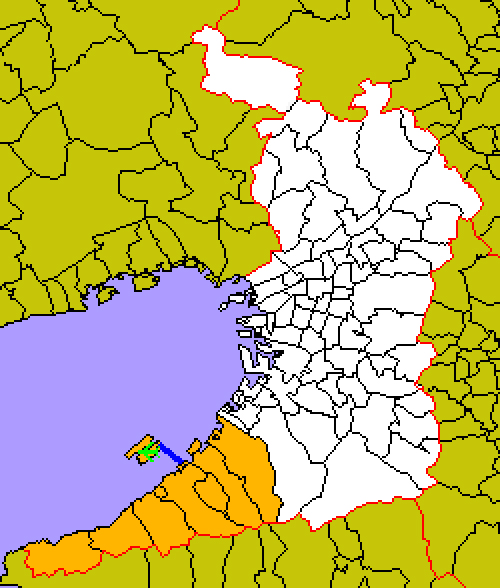
泉南地域

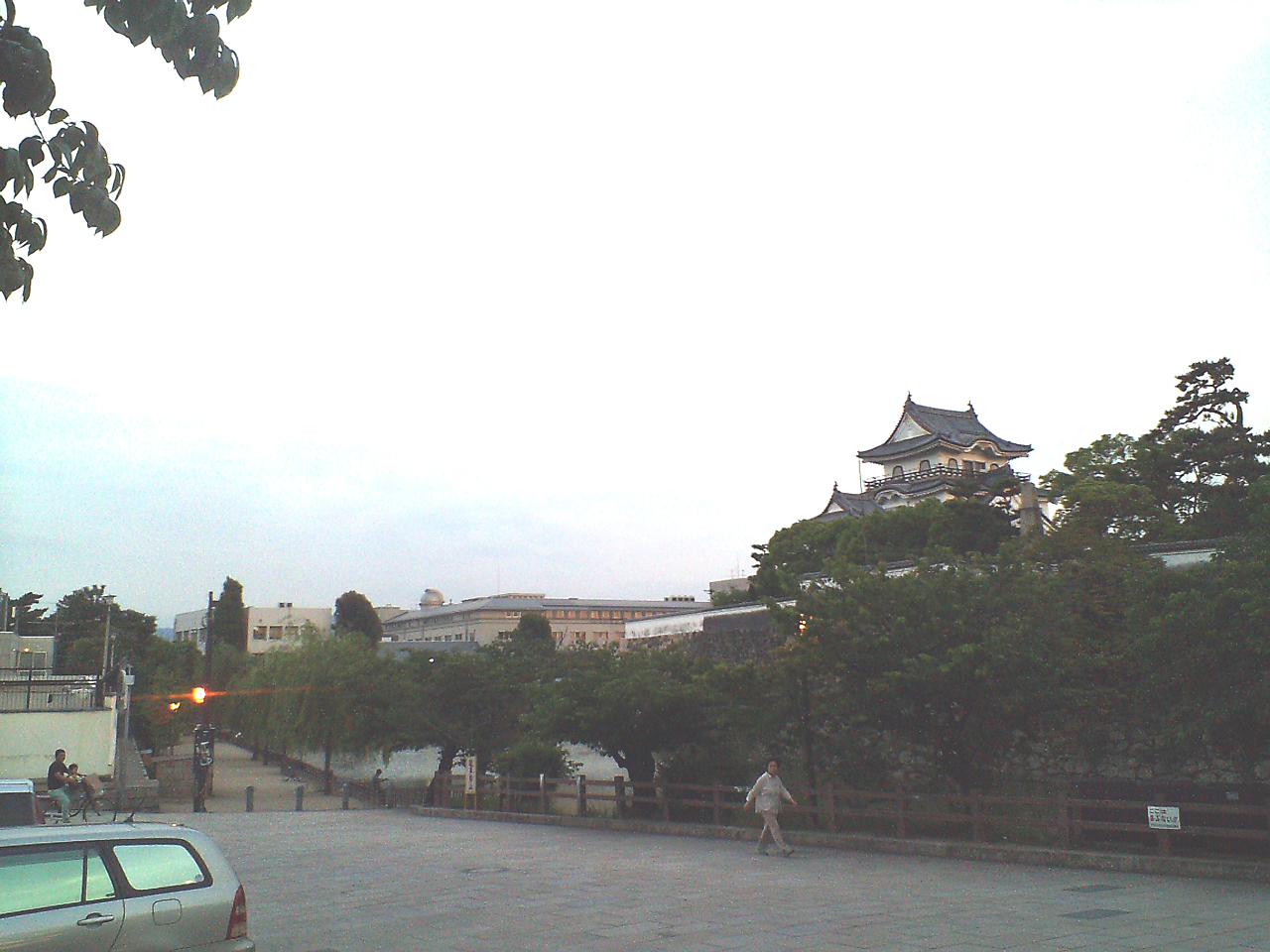
岸和田城天守

泉南（せんなん）は、令制国の和泉国南部に由来する地域名。現在の大阪府南西部にあたる。

## 概要
大阪湾の沖合には関西の空の玄関口である関西国際空港が立地する。また隣県の和歌山県和歌山市との結びつきが強く、和歌山放送の聴取エリアに含まれており、ケーブルテレビでテレビ和歌山が視聴可能である。
大阪湾沿岸部には漁港が多く漁業も営まれる。農業では大阪府内の他地域と比べ、野菜や果物が多く栽培され、野菜で特徴的なのが玉ねぎと水なすである。果物はみかんが多く、大阪府内ではほとんど姿を消してしまった桃畑も残る。
なお、単に「泉南」と言う場合は、泉南市を指すことも多いので注意が必要である。
2020年10月1日時点での大阪府域に占める泉南地域の割合は、面積：17.3%、人口：6.3%。

### 合併構想と撤回
泉佐野市・泉南市・阪南市・田尻町・岬町の3市2町において、過去に市町村合併構想があり、新市名を「南泉州市」とする予定であったが、泉南市・阪南市・田尻町の3市町では住民投票で合併反対が多数を占めたことから、合併構想は白紙撤回され合併協議会は解散した。

### 「泉南」等を冠する事物
泉南市立の公立学校名を除く。
- 大阪府泉南府民センター
- 泉南警察署
- 泉南郵便局
- 泉南インターチェンジ
- 大阪府道30号大阪和泉泉南線
- 大阪府立泉南支援学校
- 大阪府立泉南高等学校 → 大阪府立りんくう翔南高等学校 - 2008年度をもって統廃合
- 泉南市消防本部 → 泉州南消防組合 - 泉南地域の市町が構成する消防組合
- 古代史博物館・泉南市埋蔵文化財センター
- 泉南飯盛山 - 岬町にある山
- イオンモールりんくう泉南 - 旧ジャスコりんくう泉南店
- スカイシティ泉南
- 大阪府済生会新泉南病院
- 泉佐野泉南医師会看護専門学校

## 範囲
泉南郡の範囲に基くが、岸和田市山滝地区が泉北郡の旧郡域になるので差異がある。
大阪府は下記の5市3町を「泉南地域」として大阪府泉南府民センターを設置している。地方自治法に基づく協議会として、下記の市町でで構成する「泉南地域広域行政推進協議会」が設けられている。
- 岸和田市（施行時特例市） - 府民センター所在地
- 貝塚市
- 泉佐野市
- 泉南市
- 阪南市
- 熊取町
- 田尻町
- 岬町

また「泉州南」あるいは「南泉州」という地域区分も見られることがあるものの、泉南地域と同じ範囲、上記の合併構想の範囲、泉南地域に堺市域を除く泉北地域を加えた範囲を指したりするなど、範囲の統一性に欠ける曖昧な区分となっている。